# Mickey Rooney
Mickey Rooney (rođen kao Joseph Yule, Jr.; 23. rujna 1920. – 6. travnja 2014.) je bio američki filmski glumac i zabavljač čija je filmska, televizijska i kazališna karijera, započeta u ranom djetinjstvu, trajala skoro cijeli život. Tijekom nje je osvojio brojne nagrade, uključujući Oscar, Zlatni globus i Emmy. Najpoznatiji po tumačenju lika Andyja Hardyja u omladinskim filmovima 1930-ih, Rooney ima tako dugu glumačku karijeru da je zbog nje ušao u Guinnessovu knjigu rekorda.
Rooney je također poznat po burnom privatnom životu kojeg su obilježili brojni, ali uglavnom kratkotrajni brakovi, ali koji se smirio nakon vjenčanja za Jan Chamberlin 1978. godine.

## Filmografija

### Dugometražni
| Godina | Naslov                             |
| ------ | ---------------------------------- |
| 1927   | Orchids and Ermine                 |
| 1932   | The Beast of the City              |
| 1932   | Sin's Pay Day                      |
| 1932   | High Speed                         |
| 1932   | Fast Companions                    |
| 1932   | My Pal, the King                   |
| 1932   | Officer Thirteen                   |
| 1933   | The Big Cage                       |
| 1933   | The Life of Jimmy Dolan            |
| 1933   | The Big Chance                     |
| 1933   | Broadway to Hollywood              |
| 1933   | The Chief                          |
| 1933   | The World Changes                  |
| 1934   | Beloved                            |
| 1934   | The Lost Jungle                    |
| 1934   | I Like It That Way                 |
| 1934   | Manhattan Melodrama                |
| 1934   | Love Birds                         |
| 1934   | Half a Sinner                      |
| 1934   | Hide-Out                           |
| 1934   | Chained                            |
| 1934   | Blind Date                         |
| 1934   | Death on the Diamond               |
| 1935   | The County Chairman                |
| 1935   | Reckless                           |
| 1935   | The Healer                         |
| 1935   | A Midsummer Night's Dream          |
| 1935   | Rendezvous                         |
| 1935   | Ah, Wilderness!                    |
| 1936   | Riffraff                           |
| 1936   | Little Lord Fauntleroy             |
| 1936   | Down the Stretch                   |
| 1936   | The Devil is a Sissy               |
| 1937   | A Family Affair                    |
| 1937   | Captains Courageous                |
| 1937   | Slave Ship                         |
| 1937   | Hoosier Schoolboy                  |
| 1937   | Live, Love and Learn               |
| 1937   | Thoroughbreds Don't Cry            |
| 1937   | You're Only Young Once             |
| 1938   | Love Is a Headache                 |
| 1938   | Judge Hardy's Children             |
| 1938   | Hold That Kiss                     |
| 1938   | Lord Jeff                          |
| 1938   | Love Finds Andy Hardy              |
| 1938   | Boys Town                          |
| 1938   | Stablemates                        |
| 1938   | Out West with the Hardys           |
| 1939   | The Adventures of Huckleberry Finn |
| 1939   | The Hardys Ride High               |
| 1939   | Andy Hardy Gets Spring Fever       |
| 1939   | Babes in Arms                      |
| 1939   | Judge Hardy and Son                |
| 1940   | Young Tom Edison                   |
| 1940   | Andy Hardy Meets Debutante         |
| 1940   | Strike Up the Band                 |

| Year | Title                                                    |
| ---- | -------------------------------------------------------- |
| 1941 | Andy Hardy's Private Secretary                           |
| 1941 | Men of Boys Town                                         |
| 1941 | Life Begins for Andy Hardy                               |
| 1941 | Babes on Broadway                                        |
| 1942 | The Courtship of Andy Hardy                              |
| 1942 | A Yank at Eton                                           |
| 1942 | Andy Hardy's Double Life                                 |
| 1943 | The Human Comedy                                         |
| 1943 | Thousands Cheer                                          |
| 1943 | Girl Crazy                                               |
| 1944 | Andy Hardy's Blonde Trouble                              |
| 1944 | National Velvet                                          |
| 1946 | Love Laughs at Andy Hardy                                |
| 1947 | Killer McCoy                                             |
| 1948 | Summer Holiday                                           |
| 1948 | Words and Music                                          |
| 1949 | The Big Wheel                                            |
| 1950 | Quicksand                                                |
| 1950 | The Fireball                                             |
| 1950 | He's a Cockeyed Wonder                                   |
| 1951 | My Outlaw Brother                                        |
| 1951 | The Strip                                                |
| 1952 | Sound Off                                                |
| 1953 | Off Limits                                               |
| 1953 | All Ashore                                               |
| 1953 | A Slight Case of Larceny                                 |
| 1954 | Drive a Crooked Road                                     |
| 1954 | The Atomic Kid                                           |
| 1955 | The Bridges at Toko-Ri                                   |
| 1955 | The Twinkle in God's Eye                                 |
| 1956 | The Bold and the Brave                                   |
| 1956 | Francis in the Haunted House                             |
| 1956 | Magnificent Roughnecks                                   |
| 1957 | Operation Mad Ball                                       |
| 1957 | Baby Face Nelson                                         |
| 1958 | A Nice Little Bank That Should Be Robbed                 |
| 1958 | Andy Hardy Comes Home                                    |
| 1959 | The Big Operator                                         |
| 1959 | The Last Mile                                            |
| 1960 | Platinum High School                                     |
| 1960 | The Private Lives of Adam and Eve                        |
| 1961 | King of the Roaring 20's - The Story of Arnold Rothstein |
| 1961 | Breakfast at Tiffany's                                   |
| 1961 | Everything's Ducky                                       |
| 1962 | Requiem for a Heavyweight                                |
| 1963 | It's a Mad, Mad, Mad, Mad World                          |
| 1964 | The Secret Invasion                                      |
| 1965 | Twenty-Four Hours to Kill                                |
| 1965 | How to Stuff a Wild Bikini                               |
| 1966 | The Devil In Love                                        |
| 1966 | Ambush Bay                                               |
| 1968 | Skidoo                                                   |
| 1969 | The Extraordinary Seaman                                 |
| 1969 | The Comic                                                |
| 1969 | 80 Steps to Jonah                                        |

| Year | Title                                       |
| ---- | ------------------------------------------- |
| 1970 | Cockeyed Cowboys of Calico County           |
| 1971 | Mooch Goes to Hollywood                     |
| 1971 | The Manipulator                             |
| 1972 | Richard                                     |
| 1972 | Pulp                                        |
| 1973 | The Godmothers                              |
| 1974 | Thunder County                              |
| 1974 | Rachel's Man                                |
| 1975 | Ace of Hearts                               |
| 1975 | From Hong Kong with Love                    |
| 1976 | Find the Lady                               |
| 1977 | The Domino Principle                        |
| 1977 | Pete's Dragon                               |
| 1979 | The Black Stallion                          |
| 1979 | Arabian Adventure                           |
| 1981 | The Fox and the Hound (voice)               |
| 1982 | The Emperor of Peru                         |
| 1984 | It Came Upon the Midnight Clear             |
| 1986 | Lightning, the White Stallion               |
| 1988 | Bluegrass                                   |
| 1989 | Erik the Viking                             |
| 1991 | My Heroes Have Always Been Cowboys          |
| 1992 | The Milky Life                              |
| 1992 | Sweet Justice                               |
| 1992 | Silent Night, Deadly Night 5: The Toy Maker |
| 1992 | Little Nemo: Adventures In Slumberland      |
| 1992 | Maximum Force                               |
| 1993 | The Legend of Wolf Mountain                 |
| 1994 | Revenge of the Red Baron                    |
| 1994 | The Outlaws: The Legend of O.B. Taggart     |
| 1994 | Making Waves                                |
| 1997 | Killing Midnight                            |
| 1998 | The Face on the Barroom Floor               |
| 1998 | Animals and the Tollkeeper                  |
| 1998 | Michael Kael vs. the World News Company     |
| 1998 | Sinbad: The Battle of the Dark Knights      |
| 1998 | Babe: Pig in the City                       |
| 1999 | Holy Hollywood                              |
| 1999 | The First of May                            |
| 2000 | Internet Love                               |
| 2000 | Phantom of the Megaplex                     |
| 2002 | Topa Topa Bluffs                            |
| 2003 | Paradise                                    |
| 2005 | Strike the Tent                             |
| 2005 | A Christmas Too Many                        |
| 2006 | The Thirsting                               |
| 2006 | To Kill a Mockumentary                      |
| 2006 | Night at the Museum                         |
| 2007 | The Yesterday Pool                          |
| 2007 | Bamboo Shark                                |
| 2007 | Lost Stallions: The Journey Home            |
| 2008 | Driving Me Crazy                            |

### Kratkometražni
| Godina | Naslov                     |
| ------ | -------------------------- |
| 1926   | Not to Be Trusted          |
| 1927   | Mickey's Circus            |
| 1927   | Mickey's Pals              |
| 1927   | Mickey's Eleven            |
| 1927   | Mickey's Battles           |
| 1928   | Mickey's Minstrels         |
| 1928   | Mickey's Parade            |
| 1928   | Mickey in School           |
| 1928   | Mickey's Nine              |
| 1928   | Mickey's Little Eva        |
| 1928   | Mickey's Wild West         |
| 1928   | Mickey in Love             |
| 1928   | Mickey's Triumph           |
| 1928   | Mickey's Babies            |
| 1928   | Mickey's Movies            |
| 1928   | Mickey's Rivals            |
| 1928   | Mickey the Detective       |
| 1928   | Mickey's Athletes          |
| 1928   | Mickey's Big Game Hunt     |
| 1929   | Mickey's Great Idea        |
| 1929   | Mickey's Explorers         |
| 1929   | Mickey's Menagerie         |
| 1929   | Mickey's Last Chance       |
| 1929   | Mickey's Brown Derby       |
| 1929   | Mickey's Northwest Mounted |

| Year | Title                             |
| ---- | --------------------------------- |
| 1929 | Mickey's Initiation               |
| 1929 | Mickey's Midnite Follies          |
| 1929 | Mickey's Surprise                 |
| 1929 | Mickey's Mix-Up                   |
| 1929 | Mickey's Big Moment               |
| 1929 | Mickey's Strategy                 |
| 1930 | Mickey's Champs                   |
| 1930 | Mickey's Master Mind              |
| 1930 | Mickey's Luck                     |
| 1930 | Mickey's Whirlwinds               |
| 1930 | Mickey's Warriors                 |
| 1930 | Mickey the Romeo                  |
| 1930 | Mickey's Merry Men                |
| 1930 | Mickey's Winners                  |
| 1930 | Screen Snapshots Series 9, No. 24 |
| 1930 | Mickey's Musketeers               |
| 1930 | Mickey's Bargain                  |
| 1931 | Mickey's Stampede                 |
| 1931 | Mickey's Crusaders                |
| 1931 | Mickey's Rebellion                |
| 1931 | Mickey's Diplomacy                |
| 1931 | Mickey's Wildcats                 |
| 1931 | Mickey's Thrill Hunters           |
| 1931 | Mickey's Helping Hand             |
| 1931 | Mickey's Sideline                 |

| Year | Title                                          |
| ---- | ---------------------------------------------- |
| 1932 | Mickey's Busy Day                              |
| 1932 | Mickey's Travels                               |
| 1932 | Mickey's Holiday                               |
| 1932 | Mickey's Big Business                          |
| 1932 | Mickey's Golden Rule                           |
| 1932 | Mickey's Charity                               |
| 1933 | Mickey's Ape Man                               |
| 1933 | Mickey's Race                                  |
| 1933 | Mickey's Big Broadcast                         |
| 1933 | Mickey's Touchdown                             |
| 1933 | Mickey's Tent Show                             |
| 1933 | Mickey's Covered Wagon                         |
| 1934 | Mickey's Medicine Man                          |
| 1935 | Pirate Party on Catalina Isle                  |
| 1936 | Mickey's Derby Day                             |
| 1937 | Cinema Circus                                  |
| 1938 | Andy Hardy's Dilemma                           |
| 1940 | Rodeo Dough                                    |
| 1941 | Meet the Stars #4: Variety Reel #2             |
| 1943 | Show Business at War                           |
| 1947 | Screen Snapshots: Out of This World Series     |
| 1953 | Screen Snapshots: Mickey Rooney - Then and Now |
| 1958 | Screen Snapshots: Glamorous Hollywood          |
| 1968 | Vienna                                         |
| 1974 | Just One More Time                             |
| 1975 | The Lion Roars Again                           |
| 2008 | Wreck the Halls                                |

### Televizija
Mickey Rooney je imao brojne nastupe u TV-sitkomima i filmovima. Također je posuđivao glasove u animiranim filmovima. Ovdje su navedeni samo njegovi najvažniji nastupi.
| Godina/e  | Naslov                                                |
| --------- | ----------------------------------------------------- |
| 1954-1955 | The Mickey Rooney Show                                |
| 1964-1965 | Mickey                                                |
| 1982      | One of the Boys (prekinuto snimanje nakon 13 epizoda) |
| 1990-1993 | The Adventures of the Black Stallion                  |

## Vanjske poveznice
- The Official Home of Mickey Rooney  Arhivirana inačica izvorne stranice od 8. travnja 2014. (Wayback Machine)
- Mickey Rooney u internetskoj bazi filmova IMDb-u (engl.)
- Mickey Rooney on the Phil Silvers Show
- "Mickey Rooney on America, Christ and Judy Garland: The Hollywood Legend Speaks Out." Montreal Mirror interview 1998